# Liste der Biografien/Holb
Liste der Biografien |
Portal Biografien |
Personensuche
# |
A |
B |
C |
D |
E |
F |
G |
H |
I |
J |
K |
L |
M |
N |
O |
P |
Q |
R |
S |
T |
U |
V |
W |
X |
Y |
Z |
?
 
Ha |
Hd |
He |
Hi |
Hj |
Hk |
Hl |
Hm |
Hn |
Ho |
Hr |
Hs |
Ht |
Hu |
Hv |
Hw |
Hy
 
Hoa |
Hob |
Hoc |
Hod |
Hoe |
Hof |
Hog–Hok |
Hol |
Hom |
Hon |
Hoo |
Hop |
Hoq |
Hor |
Hos |
Hot |
Hou |
Hov |
How |
Hox |
Hoy |
Hoz
 
Hola |
Holb |
Holc |
Hold |
Hole |
Holf |
Holg |
Holi |
Holj |
Holk |
Holl |
Holm |
Holn |
Holo |
Holp |
Holr |
Hols |
Holt |
Holu |
Holv |
Holw |
Holy |
Holz
Die Liste der Biografien führt alle Personen auf, die in der deutschsprachigen Wikipedia einen Artikel haben. Dieses ist eine Teilliste mit 76 Einträgen von Personen, deren Namen mit den Buchstaben „Holb“ beginnt.

## Holb

### Holba
- Holba, Hans (1914–1998), deutscher Politiker (SPD), MdL
- Holba, Herbert (1932–1994), österreichischer Cineast, Filmkritiker, Filmhistoriker sowie Regisseur für Film, Fernsehen und Hörfunk
- Holba, Zoltán (* 1968), ungarischer Marathonläufer
- Holbach, Franz von (1809–1878), nassauischer Generalmajor
- Holbach, Paul Henri Thiry d’ († 1789), deutscher Philosoph und Mitarbeiter von Diderots Encyclopédie
- Holbach, Rudolf (* 1950), deutscher Historiker
- Holban, Anton (1902–1937), rumänischer Schriftsteller
- Holban, Boris (1908–2004), rumänisch-französischer Résistanceführer

### Holbe
- Holbe, Andrea, deutsche Squashspielerin
- Holbe, Daniel (* 1976), deutscher SchriftstellerDaniel Holbe (* 1976)

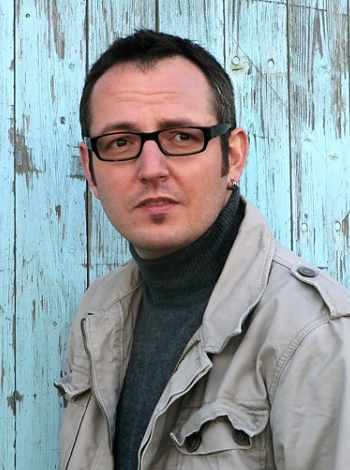
Daniel Holbe (* 1976)

- Holbe, Gudrun (* 1958), deutsche Politikerin (CDU), MdL
- Holbe, Rainer (1940–2025), deutscher Journalist, Fernsehmoderator und Autor
- Hölbe, Rudolph (1848–1926), deutscher Bildhauer
- Holbeach, Henry († 1551), Bischof von Rochester und Lincoln
- Holbein, Ambrosius, deutsch-schweizerischer Maler und Grafiker
- Holbein, Eduard (1807–1875), deutscher Maler und Illustrator
- Holbein, Franz Ignaz von (1779–1855), österreichischer Bühnendichter und Theaterdirektor
- Holbein, Friedrich (1856–1940), deutscher Maler und Grafiker
- Holbein, Hans (1864–1929), deutscher Rechtsanwalt
- Holbein, Hans der Ältere, deutscher Maler
- Holbein, Hans der Jüngere († 1543), deutscher MalerHans Holbein der Jüngere († 1543)

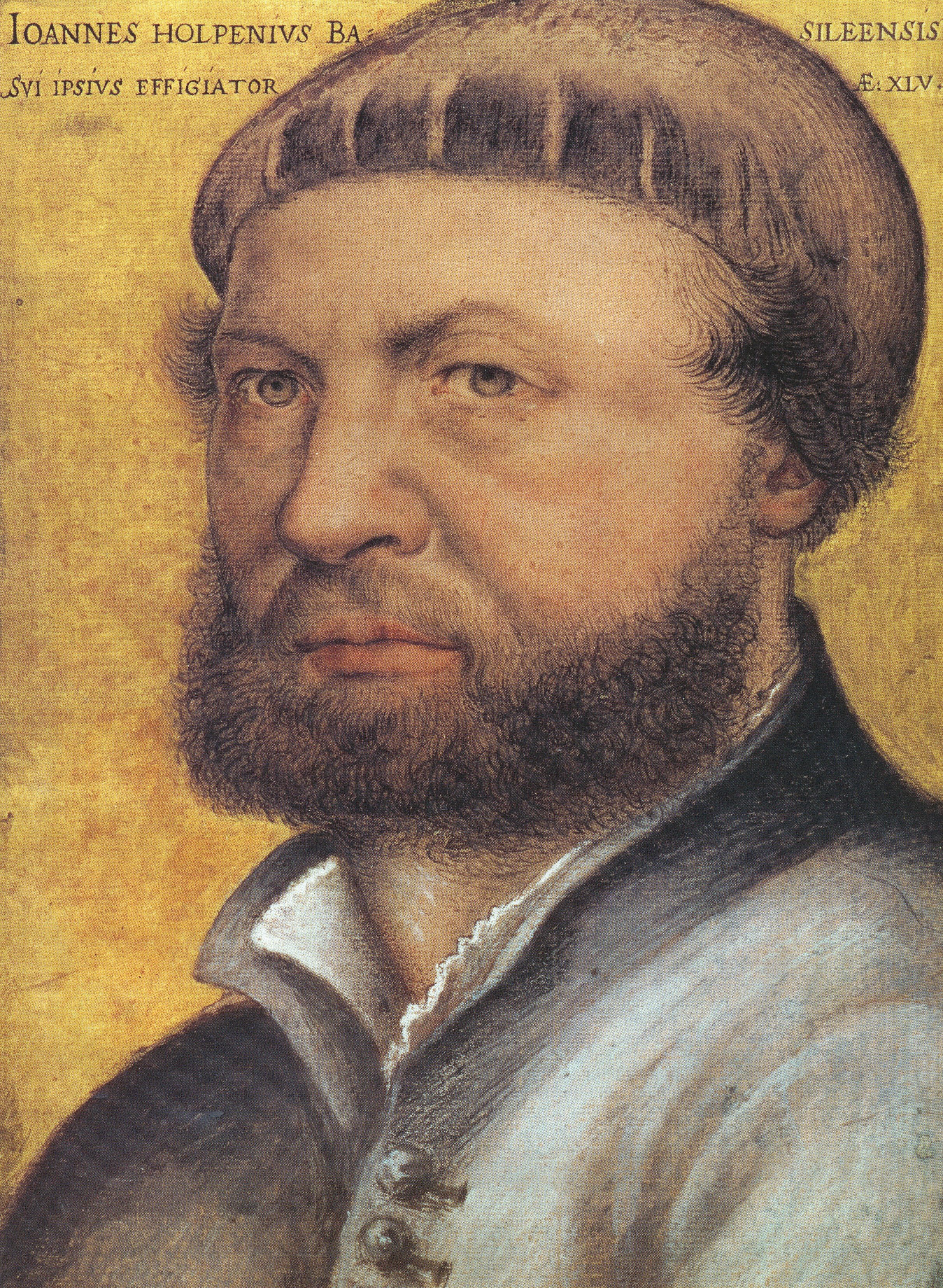
Hans Holbein der Jüngere († 1543)

- Holbein, Montague (1861–1944), britischer Radsportler und Schwimmer
- Holbein, Sigmund, deutscher Maler
- Holbein, Ulrich (* 1953), deutscher Schriftsteller, Hörspielautor, Illustrator und Maler
- Holbein-Holbeinsberg, Franz von (1832–1910), österreichischer Feldmarschalleutnant
- Holbeinsberg, Therese Holbein von († 1857), österreichische Malerin und Radiererin
- Holbek Trier, Cæcilia (1953–2023), dänische Schauspielerin, Regisseurin und Drehbuchautorin
- Holbek, Bengt (1933–1992), dänischer Folklorist
- Holbek, Geert Marinus (1826–1910), dänischer Generalmajor
- Holbek, Joachim (* 1957), dänischer Komponist
- Holbek, Johannes (1872–1903), dänischer Maler und Zeichner
- Holbek, Ursula (* 1954), dänische Schauspielerin
- Holberg, Harald (1919–1998), deutscher Schauspieler bei Theater und Film
- Holberg, Ludvig (1684–1754), dänisch-norwegischer DichterLudvig Holberg (1684–1754)

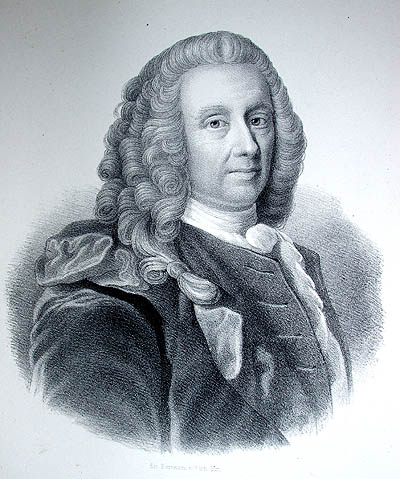
Ludvig Holberg (1684–1754)

- Holberg, Marianne (* 1939), deutsche Übersetzerin
- Holberg, Waldemar (1883–1947), dänischer Boxer im Weltergewicht
- Holbert, Al (1946–1988), US-amerikanischer Autorennfahrer
- Holbert, Bob (1922–2007), US-amerikanischer Unternehmer und Autorennfahrer
- Holbert, Bruce (* 1959), US-amerikanischer Autor und Lehrer
- Holberton, Betty (1917–2001), US-amerikanische Informatikerin

### Holbi
- Holbig, Heike (* 1967), deutsche Politikwissenschaftlerin und Sinologin
- Hölbing, Adam (1855–1929), deutscher Moritatenschilder- und Schaustellermaler

### Holbl
- Hölbl, Franz (1927–1976), österreichischer Gewichtheber
- Hölbl, Günther (* 1947), österreichischer Ägyptologe
- Hölbling, Christian (* 1972), österreichischer Kabarettist und Komiker
- Hölbling, Patrick (* 1983), österreichischer Fußballspieler
- Hölbling, Saskia (* 1971), österreichische Choreografin und Tänzerin
- Hölbling, Walter (* 1947), österreichischer Amerikanist
- Hölbling, Zvonimir (* 1989), kroatischer Badmintonspieler

### Holbo
- Holböck, Carl (1905–1984), österreichischer Kirchenrechtler
- Holböck, Ferdinand (1913–2002), österreichischer Theologe
- Holbøll, Carl Peter (1795–1856), dänischer Ornithologe, Botaniker, Entomologe, Marineoffizier und Inspektor von Grönland
- Holbøll, Einar (1865–1927), dänischer Postmeister und Philanthrop, Erfinder der Weihnachtsbriefmarke
- Holbøll, Valdemar (1871–1954), dänischer Politiker und Kirchenminister
- Holborn Gray, Hanna (* 1930), deutschamerikanische Historikerin
- Holborn, Hajo (1902–1969), US-amerikanischer Zeithistoriker deutscher Herkunft
- Holborn, Louise (1898–1975), deutsch-US-amerikanische Politikwissenschaftlerin
- Holborn, Ludwig (1860–1926), deutscher Physiker
- Holborne, Anthony († 1602), englischer Komponist von Consort-Musik
- Holborow, Justin (* 1996), australischer Schauspieler

### Holbr
- Holbrock, Greg J. (1906–1992), US-amerikanischer Politiker
- Holbrook Pierson, Melissa (* 1957), US-amerikanische Autorin
- Holbrook, Boyd (* 1981), US-amerikanischer SchauspielerBoyd Holbrook (* 1981)

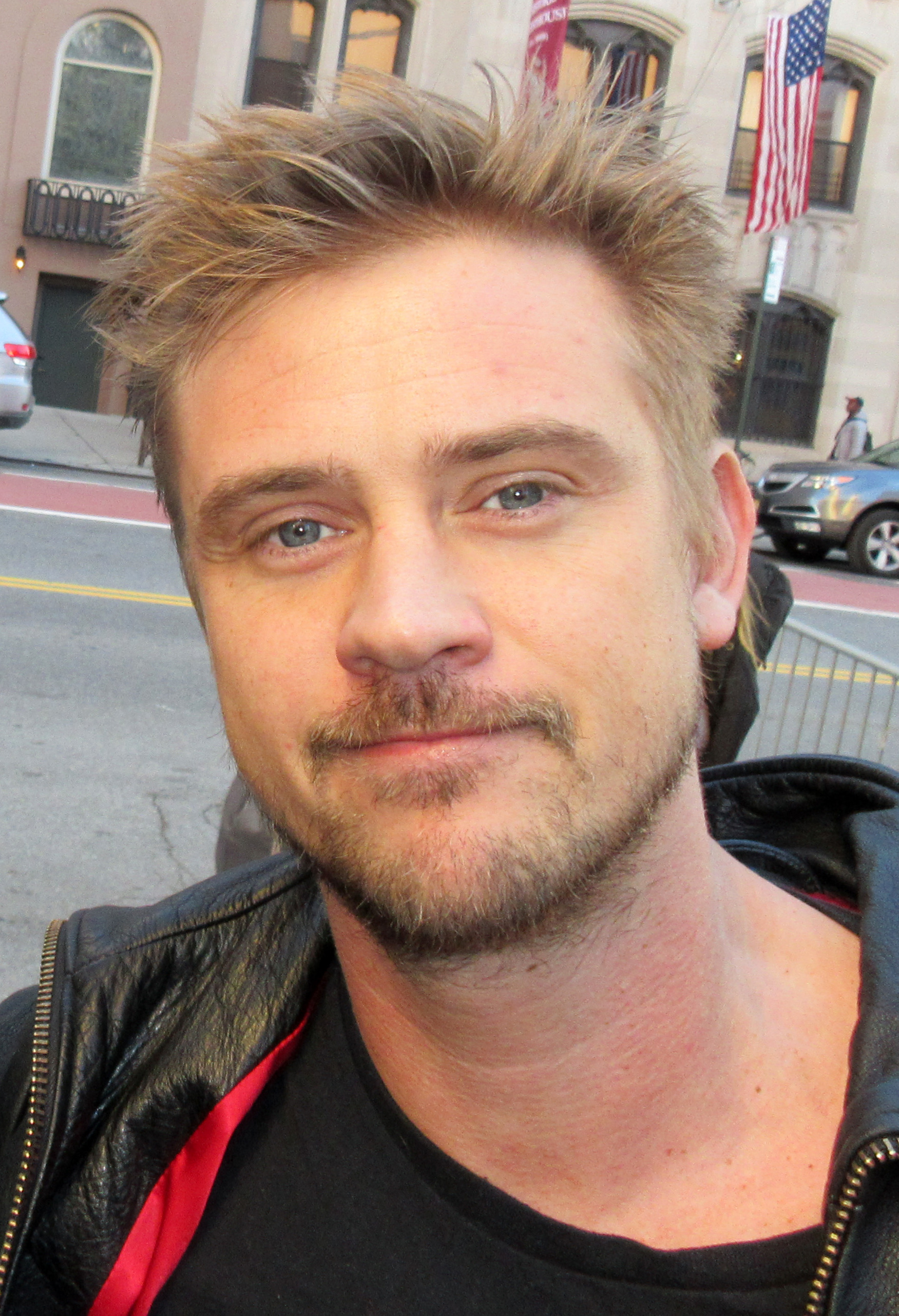
Boyd Holbrook (* 1981)

- Holbrook, Edward Dexter (1836–1870), US-amerikanischer Politiker
- Holbrook, Frederick (1813–1909), US-amerikanischer Politiker und Gouverneur des Bundesstaates Vermont (1861–1863)
- Holbrook, Hal (1925–2021), US-amerikanischer Schauspieler
- Holbrook, John Edwards (1794–1871), US-amerikanischer Zoologe
- Holbrook, Lucius R. (1875–1952), US-amerikanischer Offizier, Generalmajor der US-Army
- Holbrook, Richard Thayer (1870–1934), US-amerikanischer Romanist und Mediävist
- Holbrook, Rick (1948–2007), US-amerikanischer Gewichtheber
- Holbrook, Samuel A. (1815–1896), US-amerikanischer Geschäftsmann und Politiker
- Holbrook, Shea (* 1990), US-amerikanische Automobilrennfahrerin
- Holbrooke, Joseph (1878–1958), englischer Komponist, Dirigent und Pianist
- Holbrooke, Richard (1941–2010), US-amerikanischer Diplomat, Botschafter in Deutschland und bei den Vereinten Nationen

### Holby
- Holby, Kristin (* 1951), amerikanisches Model
- Holbye, Thorleif (1883–1959), norwegischer Segler